# لوئیجی گاتی
گاسپاره آنتونیو پیترو لوئیجی گاتی (به انگلیسی: Luigi Gatti)
(زاده ۳ ژانویه ۱۸۷۵–درگذشته ۱۵ آوریل ۱۹۱۲)، یک تاجر و رستوران دار ایتالیایی بود که بیشتر به عنوان مدیر رستوران آرام‌اس تایتانیک شناخته می‌شد

## اوایل زندگی
گاتی در ۳۳ ژانویه ۱۸۷۵ در مونتالتو پاوزه ایتالیا متولد شد.

## زندگی شخصی
او در سال ۱۹۰۲، در سنت لوک، همرسمیت، گاتی با ادیث کیت پنیر، ازدواج کرد. و آنها صاحب پسری به نام لوئیجی ویکتور شدند،

## رستوران‌های المپیک و تایتانیک

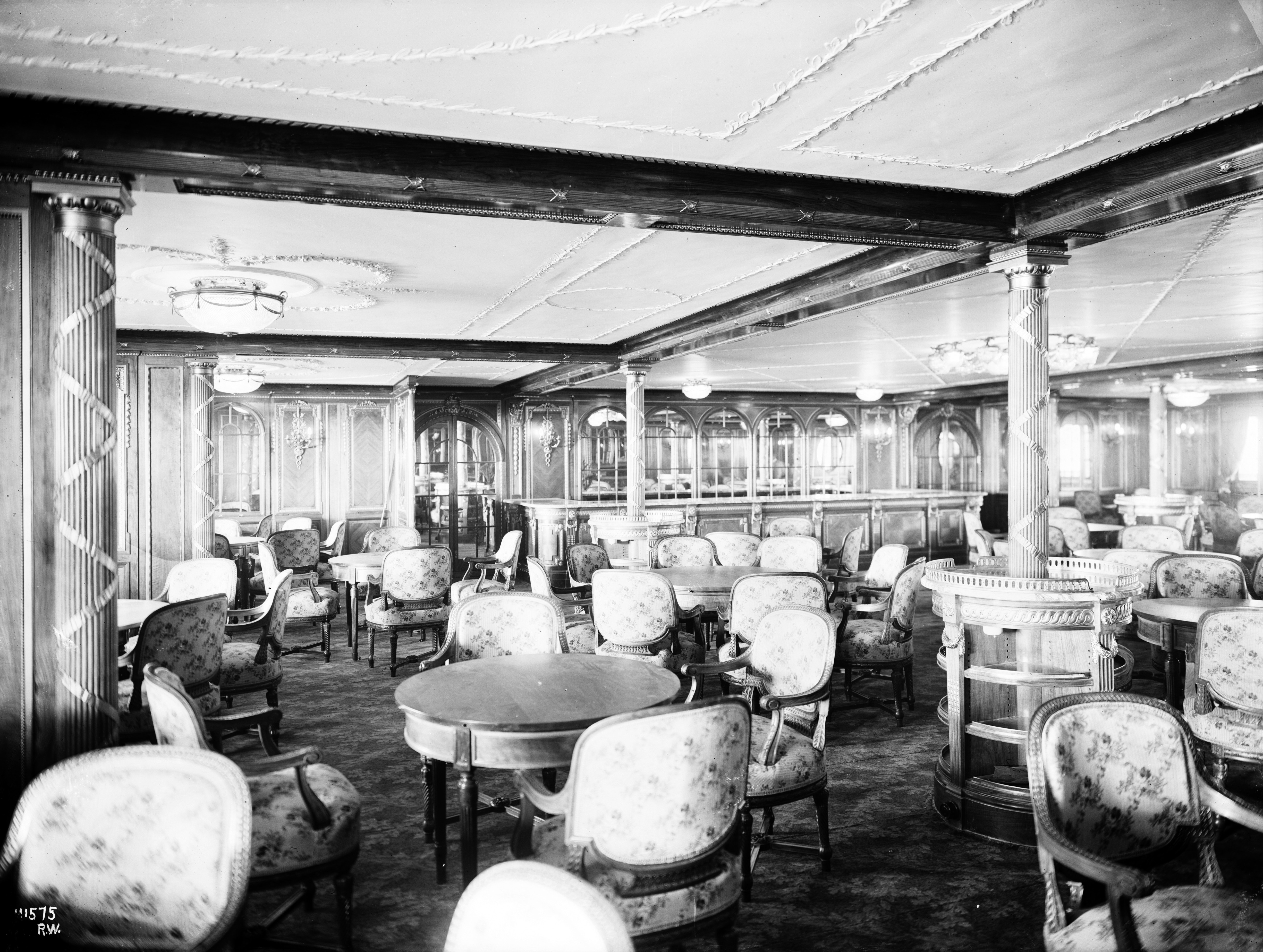
رستوران کرت لا کرت، سوار آرام‌اس المپیک، بسیار شبیه کشتی خواهرش، تایتانیک

لوئیجی گاتی مدیر رستوران تایتانیک و آرام‌اس المپیک بود.

## مرگ
گاتی در ۱۵ آوریل ۱۹۱۲ در تایتانیک درگذشت. جسد وی بین ۲۶ آوریل و ۶ مه ۱۹۱۲ کشف و در قبرستان هالیفاکس، نوا اسکوشیا، کانادا به خاک سپرده شد.